# Markas Luckis
Markas Luckis (später Marcos Luckis; * 17. Januar 1905 in Pskow; † 9. Februar 1973 in Buenos Aires) war ein zunächst litauischer, später argentinischer Schachspieler.
Luckis gewann 1927 und 1928 die Meisterschaft der Stadt Kaunas, der damaligen litauischen Hauptstadt. Er nahm mit Litauen an den Schacholympiaden 1931, 1933, 1935, 1937 und 1939 sowie der inoffiziellen Schacholympiade Schach-Olympia 1936 teil. Dabei erreichte er 1935 das drittbeste Ergebnis der Reservespieler, 1936 das zweitbeste und 1937 das drittbeste Ergebnis jeweils am vierten Brett.
Nach der Schacholympiade 1939 lebte Luckis in Argentinien und trug den Namen Marcos Luckis. 1941 gewann er das Torneo Mayor, das Qualifikationsturnier zum Match um die argentinische Meisterschaft. Da Luckis allerdings damals (ebenso wie der Zweitplatzierte Herman Pilnik) noch kein argentinischer Staatsbürger war, qualifizierte sich der Drittplatzierte Héctor Rossetto für dieses Match.